# Donald Wills Douglas
Donald Wills Douglas (Brooklyn, 6 aprile 1892 – Palm Springs, 1º febbraio 1981) è stato un imprenditore, aviatore e costruttore aeronautico statunitense.

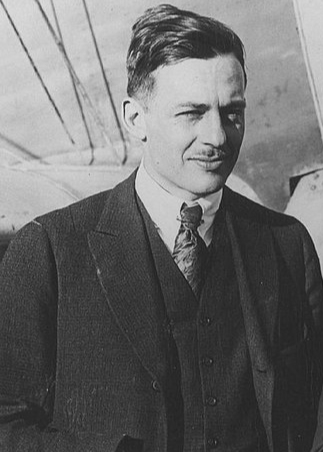
Donald W. Douglas

L'aviazione civile è stata rivoluzionata dai DC, i colossi dell'aria che il presidente della Douglas Aircraft Company ha progettato e prodotto a partire dal 1932.

## Biografia
Nel 1909 andò a vedere a Fort Myer il volo dei fratelli Wright. Questa esperienza fu determinante: entrato al Massachusetts Institute of Technology come assistente di aerodinamica, progettò la prima galleria del vento.
Nel 1920, ormai un'autorità nel suo campo, con 600$ partì per la California e fondò, con un socio, la Davis-Douglas Company. Un suo modello, il Cloudster, fu acquistato dal Dipartimento della Difesa nella versione lanciasiluri.
Ma ciò che lo interessava erano i modelli per uso civile.
Nel 1924 compì il primo sensazionale volo intorno al mondo, per dimostrare che un biplano di sua costruzione reggeva alle lunghe distanze. In tal modo convinse il Ministero delle Poste ad utilizzarlo per i primi servizio di posta aerea da costa a costa.
La sua società, assunto il nome di Douglas Aircraft Company, nel 1932 produsse il DC-1, prototipo di una fortunata serie di modelli. Nel 1936 nasceva il primo grande aereo da trasporto, il famoso DC-3.
Durante la seconda guerra mondiale la Douglas produsse 29.385 velivoli.
Nel 1947 fu pronto il DC-6, successivamente modificato in modelli che rivoluzionarono il trasporto dei passeggeri, portandone la capienza a più di 100 posti.